# Dolní Kounice
Pour l'autre localité tchèque appelée Kounice, voir Horní Kounice.
Dolní Kounice (en allemand : Unter-Kaunitz) est une ville du district de Brno-Campagne, dans la région de Moravie-du-Sud, en Tchéquie. Sa population s'élevait à 2 571 habitants en 2024.

## Géographie
Dolní Kounice se trouve à 18 km au sud-ouest de Brno et à 185 km au sud-est de Prague.

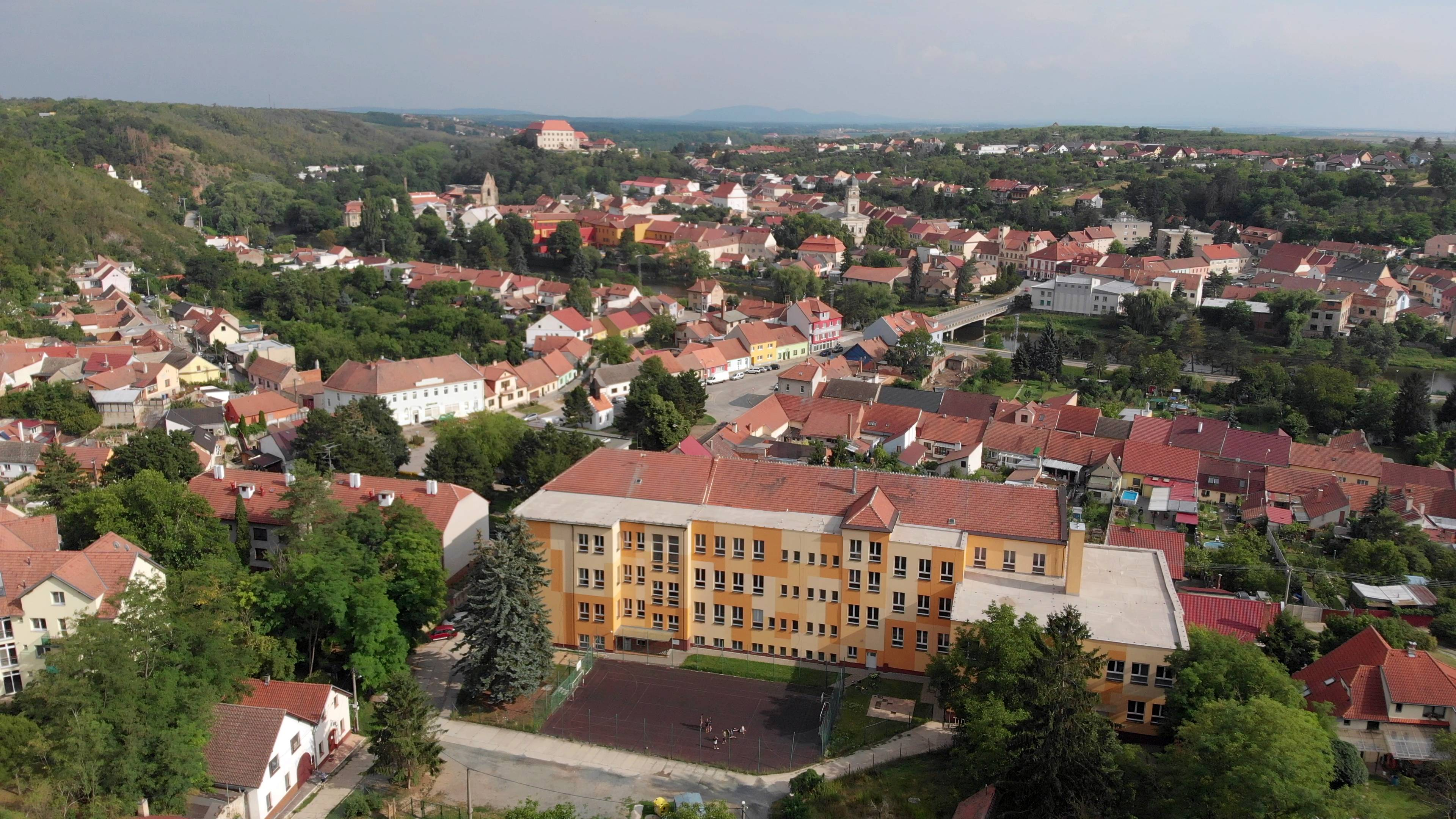
Dolní Kounice : vue générale.

La commune est limitée par Silůvky au nord, par Mělčany à l'est, par Pravlov et Trboušany au sud, et par Nové Bránice et Moravské Bránice à l'ouest.

## Histoire
La première mention écrite de la localité date de 1046.

## Galerie

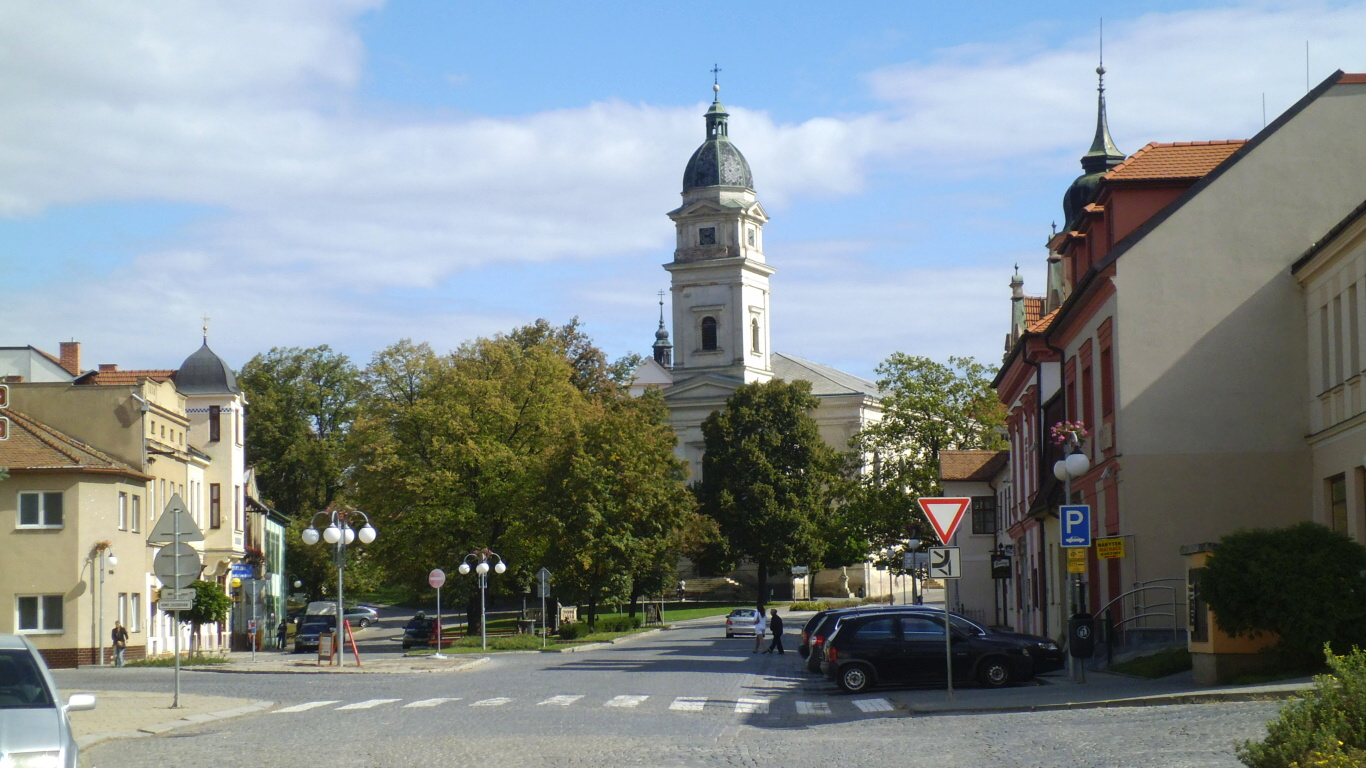
Place Masaryk.
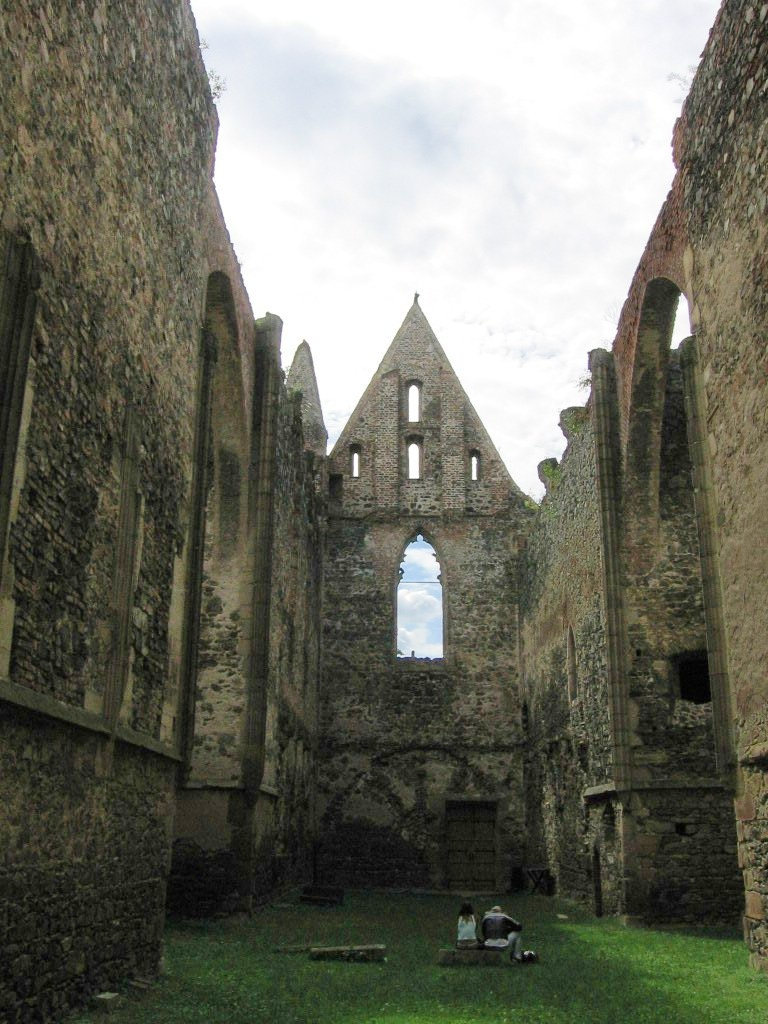
Ruines du couvent des Prémontrés.

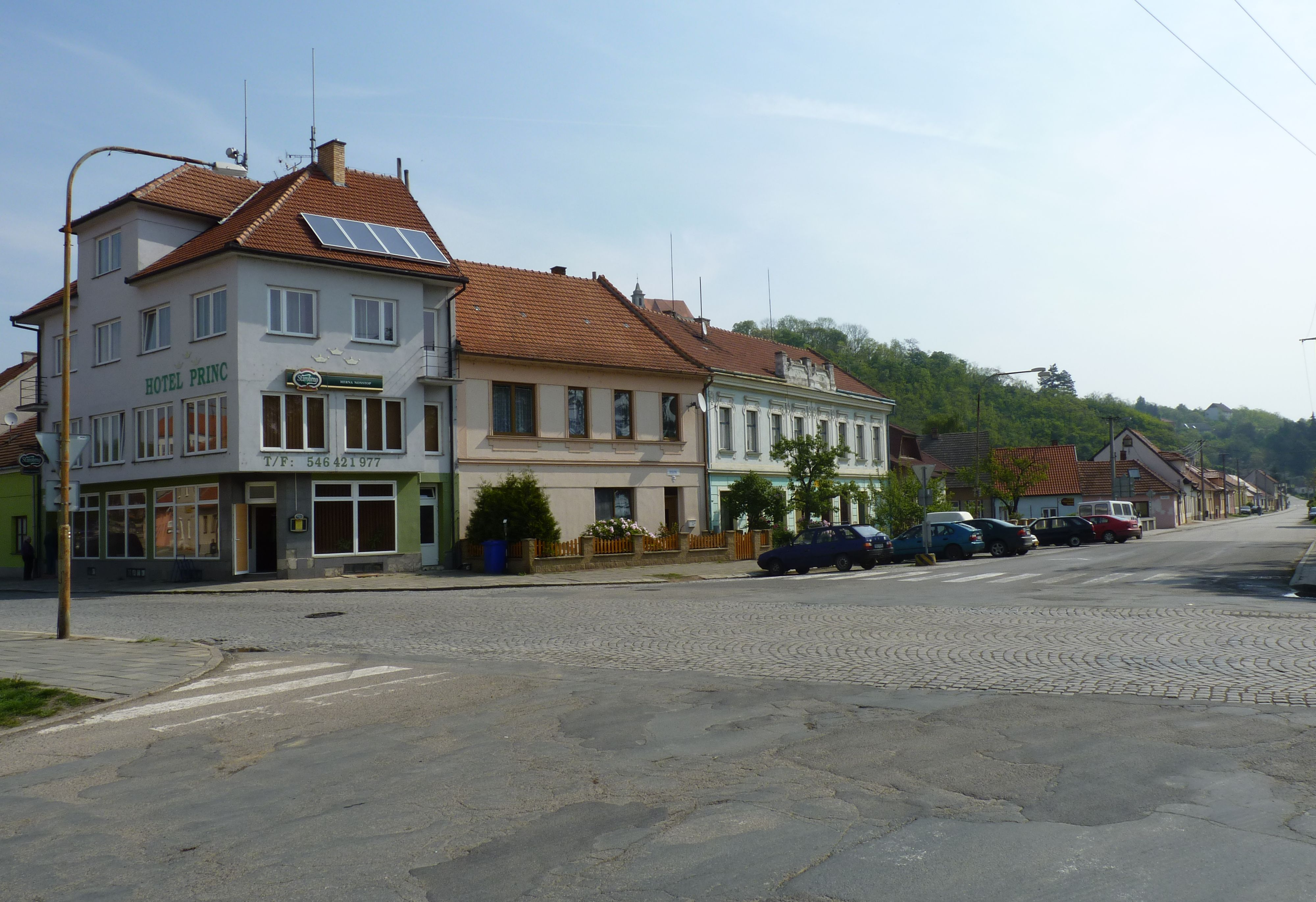
Place de la Paix.
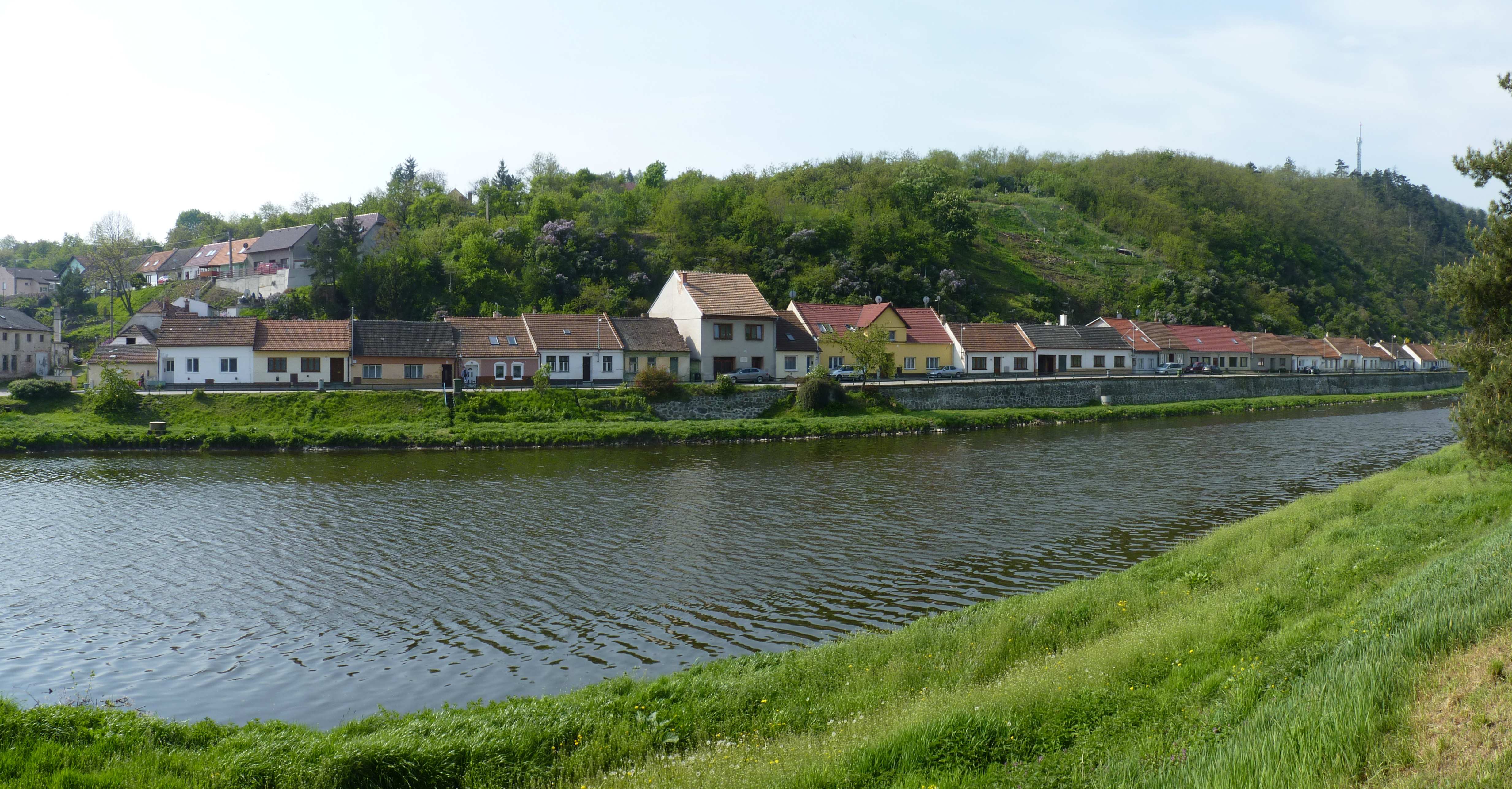
La rivière Jihlava à Dolní Kounice.

## Transports
Par la route, Dolní Kounice se trouve à 10 km d'Ivančice, à 24 km de Brno et à 211 km de Prague.

## Jumelages
- Azay-le-Brûlé (France)
- Caprese Michelangelo (Italie)